# Bartramia afro-ithyphylla
Bartramia afro-ithyphylla är en bladmossart som beskrevs av Brotherus 1897. Bartramia afro-ithyphylla ingår i släktet äppelmossor, och familjen Bartramiaceae. Inga underarter finns listade i Catalogue of Life.